# Norwegische Badmintonmeisterschaft 1956
Die Norwegische Badmintonmeisterschaft 1956 fand in Oslo statt. Es war die zwölfte Austragung der nationalen Meisterschaften von Norwegen im Badminton.

## Titelträger
| Disziplin    | Sieger                             |
| ------------ | ---------------------------------- |
| Herreneinzel | Hans Gustav Myhre                  |
| Dameneinzel  | Randi Holand                       |
| Herrendoppel | Hans Gustav Myhre Per Corneliussen |
| Damendoppel  | Lisser Ytteborg Inge Flognfeldt    |
| Mixed        | Hans Sperre Randi Holand           |